# La brava moglie
La brava moglie (La Bonne Épouse) è una commedia drammatica del 2020 diretto da Martin Provost.

## Trama
Alsazia, 1967. Paulette Van Der Beck dirige una sua scuola di educazione domestica per ragazze. È assistita da Marie-Thérèse, suora ed ex combattente della resistenza e adoratrice del generale de Gaulle, e da Gilberte, sua cognata, insegnante di cucina e fan del cantante italiano Salvatore Adamo. Preparano le loro allieve ad essere “buone mogli”, cioè casalinghe sottomesse ai loro futuri mariti, mogli fedeli e madri gentili. Nulla di più.
Quando Robert, marito di Paulette e fratello di Gilberte, muore improvvisamente mentre assaggia un succulento pezzo di stufato di lepre, Paulette è costretta a scavare nei conti della scuola, fino ad allora appannaggio del marito, padre di famiglia. Scopre che la scuola è sull'orlo della bancarotta, in particolare perché Robert aveva iniziato a giocare d'azzardo. Aiutata da André Grunvald, il suo banchiere e innamorato di lei fin da ragazzo, si sforza di rimettere le cose a posto.
André, ancora innamorato di Paulette, le fa la corte con grande trasporto e iniziano una relazione. Un'allieva della scuola scopre di essere promessa sposa di un uomo dell'età di suo padre e tenta il suicidio. La cosa sconvolge Paulette e la porta a mettere in discussione la sua visione del mondo.
Intanto un'altra studentessa della scuola, lesbica, promette di non sposarsi e quindi non divenire mai "la brava moglie", poiché innamorata, e ben presto ricambiata, di un'altra studentessa.
La scuola viene selezionata per partecipare al Salon des arts home di Parigi, un'opportunità unica per le studentesse per poter viaggiare. Studentesse e insegnanti partono in pullman per Parigi, ma devono interrompere il viaggio: a causa degli appena iniziati moti del '68 non c'è più benzina e le strade sono bloccate. Tutti i passeggeri scendono dall'autobus e continuano il loro viaggio a piedi, ripetendo slogan femministi che riecheggeranno durante il 1968 e poi in tutti gli anni '70.

## Distribuzione
Il film è stato distribuito nelle sale cinematografiche italiane a partire dal 24 giugno 2021, da Movies Inspired.

## Riconoscimenti
- 2021 - Premi César
  - Migliori costumi a Madeline Fontaine
  - Candidatura alla migliore attrice non protagonista a Noémie Lvovsky
  - Candidatura alla migliore attrice non protagonista a Yolande Moreau
  - Candidatura al migliore attore non protagonista a Édouard Baer
  - Candidatura alla migliore scenografia a Thierry François